# Суэцкая операция
Суэцкая операция (тур. Birinci Kanal Harekâtı) — военная операция турецких войск во время Первой мировой войны на Синайско-Палестинском фронте, проводившаяся  28 января — 3 февраля 1915 года с задачей захватить Суэцкий канал.

## Ход операции
В январе 1915 года 20-тысячный турецкий корпус захватил Синайский полуостров. После этого у германо-турецкого командования созрел план по захвату Суэцкого канала. Это могло стать большим ударом по Британской империи и привести к очень серьёзным последствиям для Антанты.
Две турецкие дивизии в январе 1915 года начали наступление на Суэц. Воздушная разведка, проводимая французскими гидросамолетами «Ньюпор», позволяла наблюдать передвижение османов на Синае. Понимая всю серьёзность обстановки, английское командование в спешном порядке начало наращивание своих сил в районе Суэцкого канала, с целью не допустить его захвата. В Египет прибыли также войска доминионов Англии: Австралии, Новой Зеландии и Индии. Англо-французы располагали на канале различными военными кораблями, в том числе тремя броненосцами, оснащенными очень мощной артиллерией. 
25 января османские войска подошли к Катаиб-эль-Хейле, за 15 километров от канала. 29 января 2000 турок достигли Катии, недалеко от Эль-Кантары; центральная колонна была усилена до 19 000 человек, к ней присоединилась 10-я дивизия, которая стала угрожать Фердане и Исмаилии.
В ночь на 2 февраля, после сильной песчаной бури, части 25-й османской дивизии попытались пересечь канал на баржах, но попали под ожесточённый обстрел. Британские войска своим огнём поддерживал флот. Под Туссумом турки были отбиты, но их 74-й полк сумел на некоторое время переправить две роты на африканский берег канала.
Вечером 3 февраля Джемаль-паша отказался вводить в бой 10-ю дивизию и приказал отходить к Беэр-Шеве. Он распространил приказ, в котором говорилось, что операция представляла собой простую рекогносцировку с целью будущего наступления и что она увенчалась успехом. Отступление османов произошло 4 февраля, при этом британцы не пытались преследовать противника.

## Результаты
В ходе сражения за Суэцкий канал британские войска потеряли 22 убитыми, турецкий корпус потерял около 1500 человек убитыми. Одновременно с крушением планов по захвату Суэцкого канала турки потеряли надежду проникнуть в Африку и поднять мусульманское население на борьбу против Антанты.